# Encefalopatia spongiforme trasmissibile
Le encefalopatie spongiformi trasmissibili (TSE, dall'inglese Transmissible Spongiform Encephalopathy) sono una classe di malattie neurologiche degenerative causate da un prione che colpiscono l'uomo e alcune specie animali.
Le TSE che colpiscono l'uomo sono la malattia di Creutzfeldt-Jakob (MCJ), la nuova variante della malattia di Creutzfeldt-Jakob (in inglese: variant CJD, vCJD), e la sindrome di Gerstmann-Sträussler-Scheinker (GSS). Le TSE che colpiscono gli animali comprendono l’encefalopatia spongiforme bovina (BSE, Bovine Spongiform Encephalopathy), la scrapie di pecore e capre, la malattia del deperimento cronico del cervo (CWD, Chronic wasting disease) di cervidi e alci, l'encefalopatia trasmissibile del visone (TME, Transmissible Mink Encephalopathy) nei visoni e l’encefalopatia spongiforme felina (FSE, Feline Spongiform Encephalopathy) nei gatti. La BSE è l'unica encefalopatia spongiforme che, ad oggi, è in grado di infettare anche l'uomo e non unicamente i bovini.